# ペル・トーレン
ペル・トーレン（Per Thorén、1885年1月26日 - 1962年1月5日）は、スウェーデン出身の男性フィギュアスケート選手。1908年ロンドンオリンピック男子シングル銅メダリスト。1911年ヨーロッパフィギュアスケート選手権優勝。

## 経歴
- 1908年ロンドンオリンピックで銅メダルを獲得。
- 1909年世界フィギュアスケート選手権2位。
- 1911年ヨーロッパフィギュアスケート選手権優勝。

## 主な戦績
| 大会/年      | 1904-05 | 1905-06 | 1906-07 | 1907-08 | 1908-09 | 1909-10 | 1910-11 |
| ------------ | ------- | ------- | ------- | ------- | ------- | ------- | ------- |
| オリンピック |         |         |         |         | 3       |         |         |
| 世界選手権   | 3       | 5       | 4       |         | 2       | 4       |         |
| 欧州選手権   |         | 3       | 4       |         | 3       | 3       | 1       |